# Seznam zápasů české a americké hokejové reprezentace
Toto je seznam zápasů české a americké hokejové reprezentace na ZOH a MS.

## Lední hokej na olympijských hrách
| Datum     | Číslo | Česko | Výsledek | Zápas        | ZOH  | Místo    | Branky České republiky                                          |
| --------- | ----- | ----- | -------- | ------------ | ---- | -------- | --------------------------------------------------------------- |
| 24.2.1994 | 1     | Česko | 5:3      | o 5-8. místo | 1994 | Gjøvik   | 2x Pavel Geffert • Jiří Kučera • Petr Hrbek • Jiří Doležal      |
| 18.2.1998 | 2     | Česko | 4:1      | čtvrtfinále  | 1998 | Nagano   | Vladimír Růžička • Jaromír Jágr • Martin Ručinský • Jiří Dopita |
| 19.2.2014 | 3     | Česko | 2:5      | čtvrtfinále  | 2014 | Soči     | 2x Aleš Hemský                                                  |
| 21.2.2018 | 4     | Česko | 3:2 SN   | čtvrtfinále  | 2018 | Kangnung | Jan Kolář • Tomáš Kundrátek • Petr Koukal (rozhodující SN)      |

## Mistrovství světa v ledním hokeji
| Datum     | Číslo | Česko | Výsledek | Zápas       | MS   | Místo      | Branky České republiky                                                            |
| --------- | ----- | ----- | -------- | ----------- | ---- | ---------- | --------------------------------------------------------------------------------- |
| 18.4.1993 | 1     | Česko | 1:1      | ZS          | 1993 | Dortmund   | Drahomír Kadlec                                                                   |
| 28.4.1994 | 2     | Česko | 3:5      | ZS          | 1994 | Canazei    | Drahomír Kadlec • Richard Žemlička • Jiří Kučera                                  |
| 27.4.1995 | 3     | Česko | 2:4      | ZS          | 1995 | Stockholm  | Roman Horák • Antonín Stavjaňa                                                    |
| 3.5.1996  | 4     | Česko | 5:0      | semifinále  | 1996 | Vídeň      | 2x Otakar Vejvoda • Martin Procházka • Jiří Kučera • Pavel Patera                 |
| 5.5.1997  | 5     | Česko | 3:4      | SS          | 1997 | Helsinky   | 2x Vladimír Vůjtek • Jiří Dopita                                                  |
| 5.5.1999  | 6     | Česko | 4:3      | ZS          | 1999 | Oslo       | Tomáš Vlasák • Jan Čaloun • Viktor Ujčík • Pavel Patera                           |
| 4.5.2002  | 7     | Česko | 5:4      | OS          | 2002 | Jönköping  | Pavel Patera • David Moravec • Petr Čajánek • Jaromír Jágr • Martin Procházka     |
| 5.5.2004  | 8     | Česko | 2:3 SN   | čtvrtfinále | 2004 | Praha      | Martin Škoula • Jaromír Jágr                                                      |
| 12.5.2005 | 9     | Česko | 3:2 SN   | čtvrtfinále | 2005 | Vídeň      | Marek Židlický • Jaroslav Špaček • Martin Ručinský (rozhodující SN)               |
| 16.5.2006 | 10    | Česko | 1:3      | OS          | 2006 | Riga       | Zbyněk Michálek                                                                   |
| 1.5.2007  | 11    | Česko | 4:3      | ZS          | 2007 | Mytišči    | Petr Čáslava • Zbyněk Irgl • Petr Tenkrát • Jaroslav Bednář                       |
| 11.5.2011 | 12    | Česko | 4:0      | čtvrtfinále | 2011 | Bratislava | 3x Jaromír Jágr • Tomáš Plekanec                                                  |
| 22.5.2014 | 13    | Česko | 4:3      | čtvrtfinále | 2014 | Minsk      | Tomáš Rolinek • Tomáš Hertl • Roman Červenka • Ondřej Němec                       |
| 17.5.2015 | 14    | Česko | 0:3      | o 3. místo  | 2015 | Praha      | Ne                                                                                |
| 19.5.2016 | 15    | Česko | 1:2 SN   | čtvrtfinále | 2016 | Moskva     | Tomáš Zohorna                                                                     |
| 17.5.2018 | 16    | Česko | 2:3      | čtvrtfinále | 2018 | Herning    | Michal Řepík • Martin Nečas                                                       |
| 23.5.2022 | 17    | Česko | 1:0      | ZS          | 2022 | Tampere    | Matěj Blümel                                                                      |
| 29.5.2022 | 18    | Česko | 8:4      | o 3. místo  | 2022 | Tampere    | 3x David Pastrňák • 2x David Kämpf • Jiří Černoch • Jiří Smejkal • Roman Červenka |
| 25.5.2023 | 19    | Česko | 0:3      | čtvrtfinále | 2023 | Tampere    | Ne                                                                                |
| 23.5.2024 | 20    | Česko | 1:0      | čtvrtfinále | 2024 | Praha      | Pavel Zacha                                                                       |
| 20.5.2025 | 21    | Česko | 2:5      | ZS          | 2025 | Herning    | David Pastrňák • Martin Nečas                                                     |
| Zdroj     |       |       |          |             |      |            |                                                                                   |

## Světový pohár v ledním hokeji
| Datum     | Číslo | Česko | Výsledek | Zápas | SP   | Místo   | Branky České republiky                             |
| --------- | ----- | ----- | -------- | ----- | ---- | ------- | -------------------------------------------------- |
| 23.9.2016 | 1     | Česko | 4:3      | ZS    | 2016 | Toronto | 2x Milan Michálek • Zbyněk Michálek • Andrej Šustr |